# 237845 Neris
237845 Neris è un asteroide della fascia principale. Scoperto nel 2002, presenta un'orbita caratterizzata da un semiasse maggiore pari a 2,5384487 UA e da un'eccentricità di 0,1811222, inclinata di 5,21636° rispetto all'eclittica.